# 溶岩円頂丘

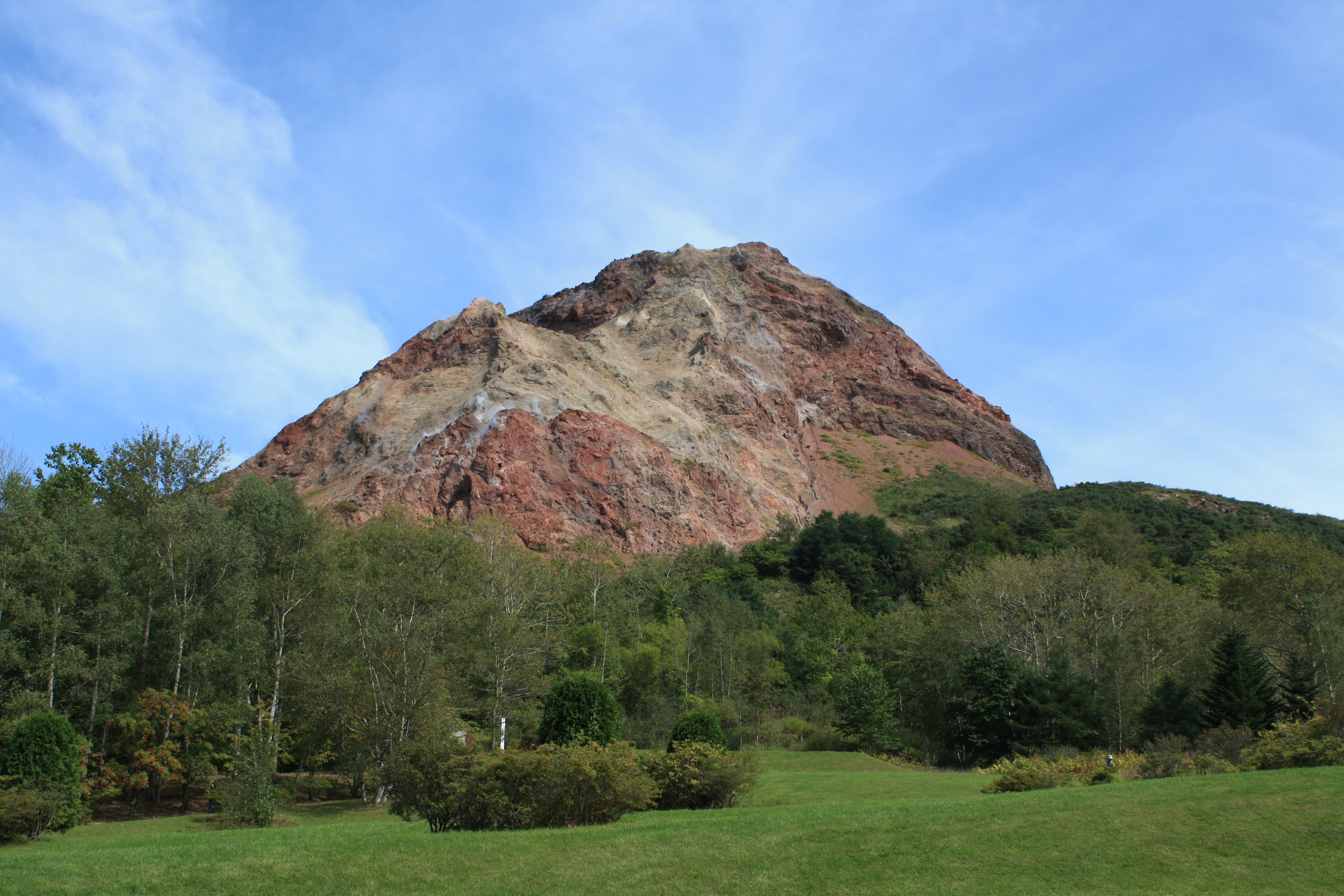
昭和新山。溶岩ドームの典型例

溶岩円頂丘（ようがんえんちょうきゅう）または溶岩ドーム（ようがんドーム、英: Lava dome）とは、火山から粘度の高い水飴状の溶岩が押し出されてできた、ほぼドーム状の地形である。上空からはおおよそ円形に見え、地上から見ると土饅頭、あるいは円墳のような外観を成した隆起を成す。
かつては形状からトロイデ（鐘状火山、しょうじょうかざん）とベロニーテ（火山岩尖、かざんがんせん）の2種類に分けて分類されていたが、現在では同一の溶岩円頂丘として扱われている。

## 概要

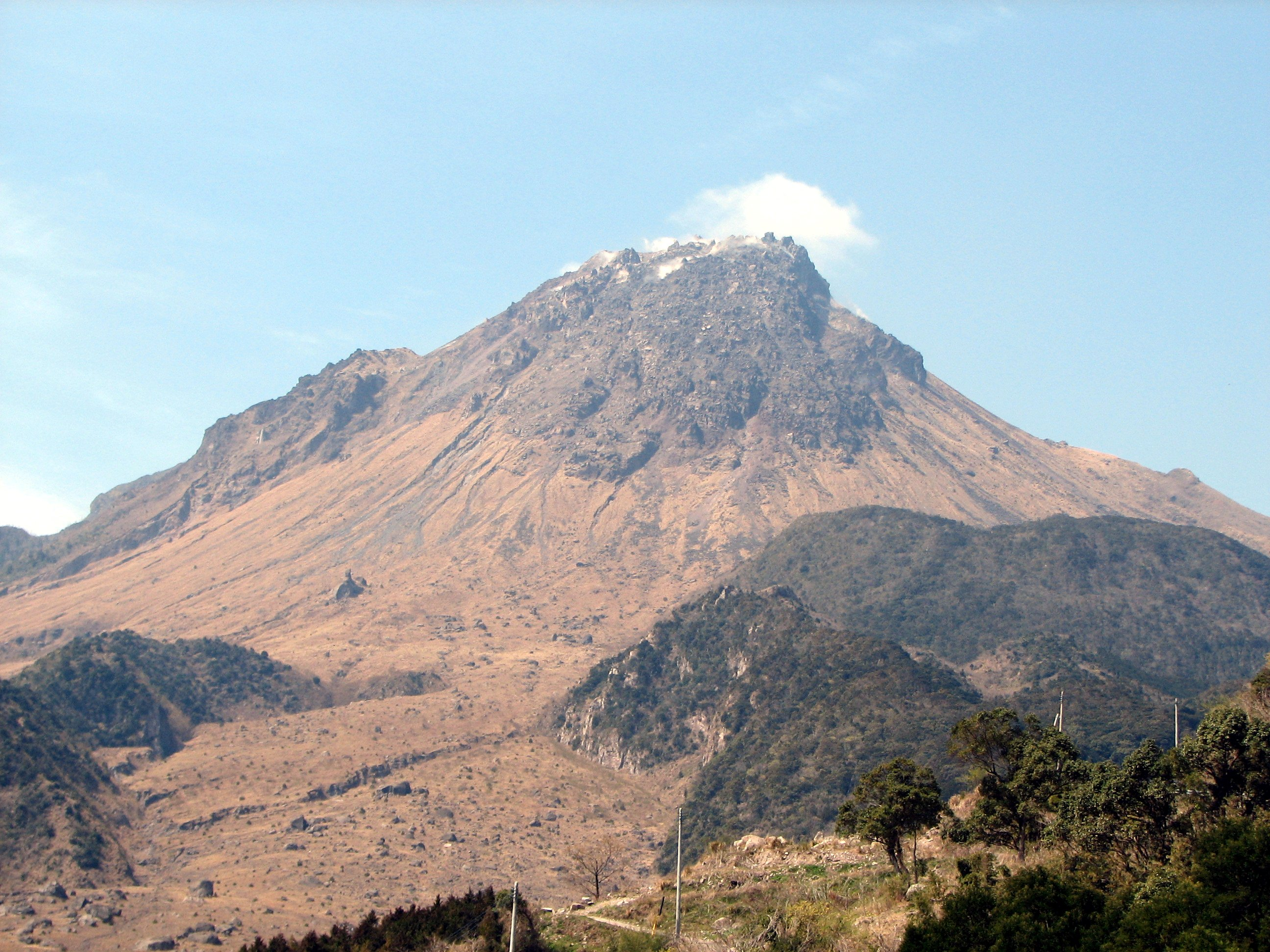
雲仙普賢岳に発達した平成新山溶岩ドーム

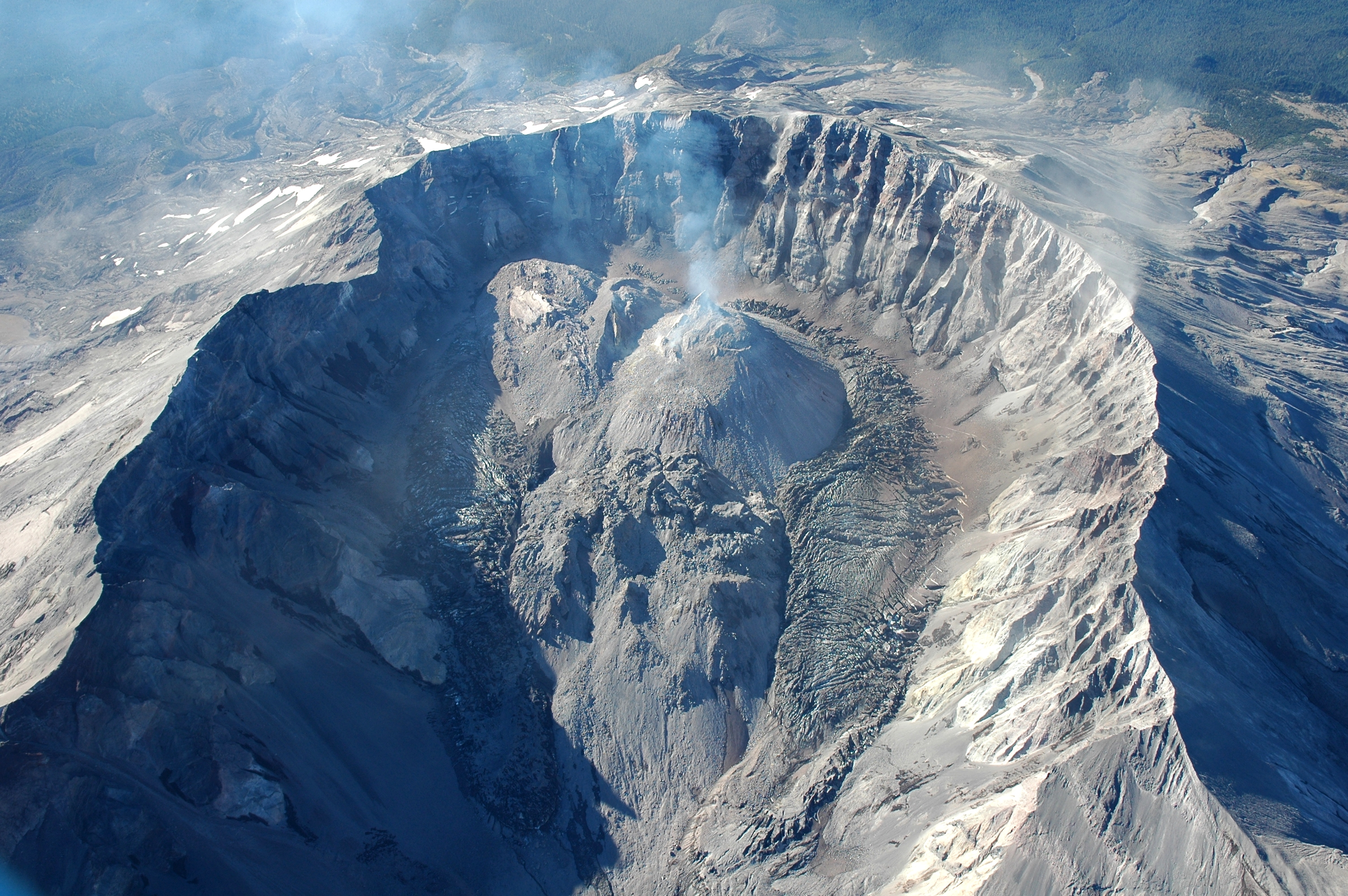
均整のとれた円錐形だったセント・ヘレンズ山は1980年に大崩壊し、後の活動で溶岩ドーム（中央）ができた

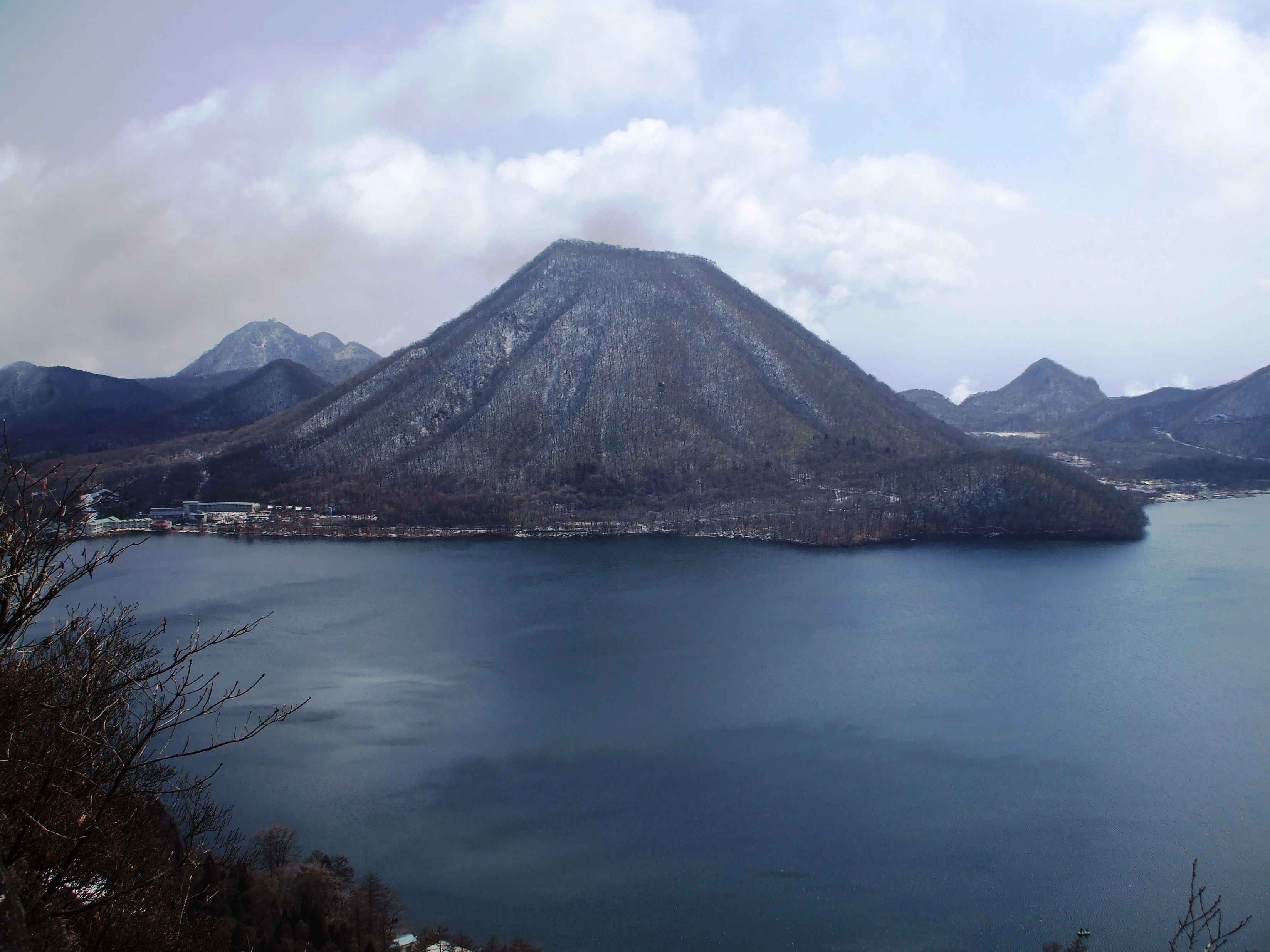
榛名山山頂部にあるカルデラ内にできた榛名富士溶岩ドーム

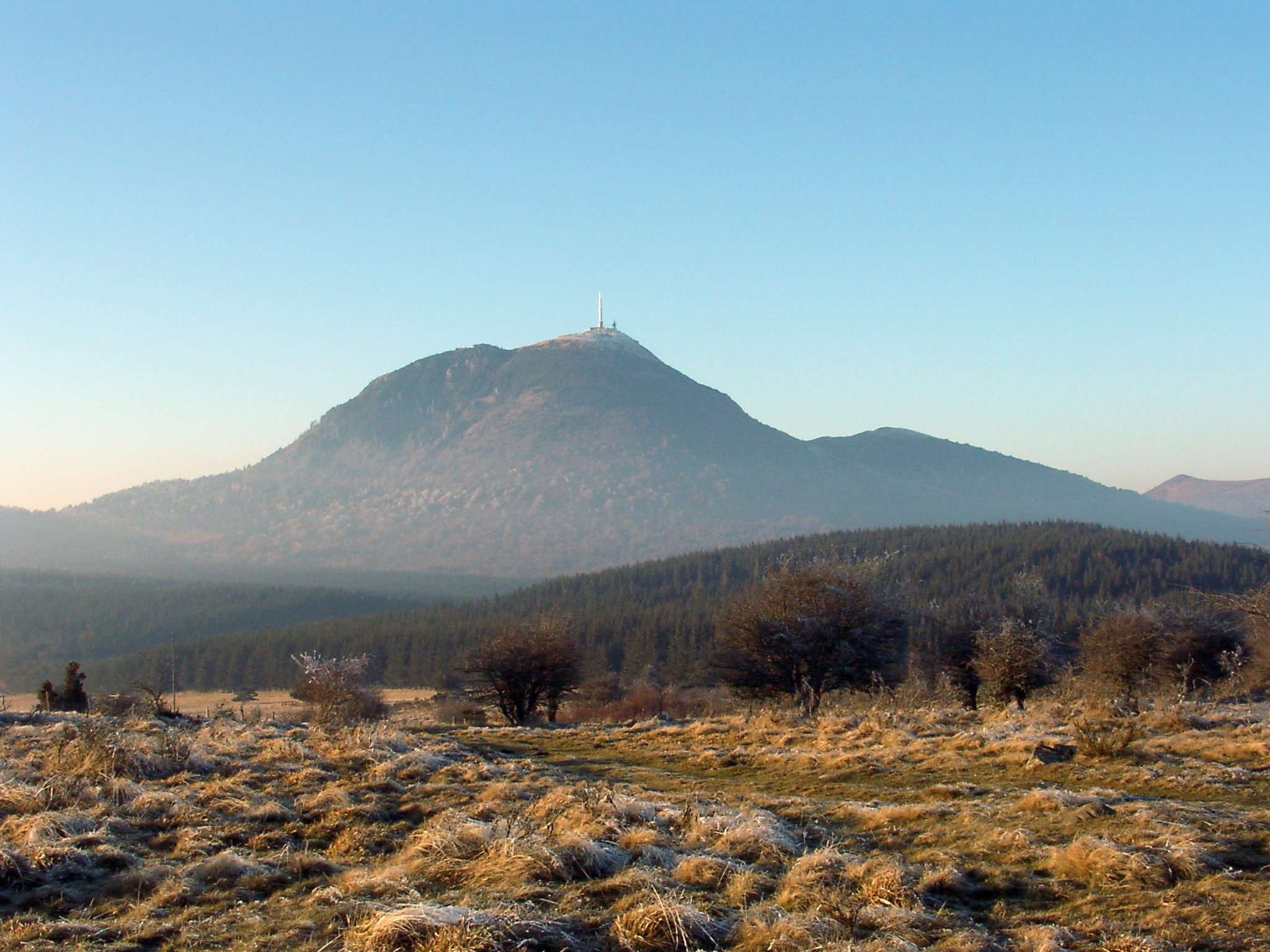
ピュイ・ド・ドーム(仏)

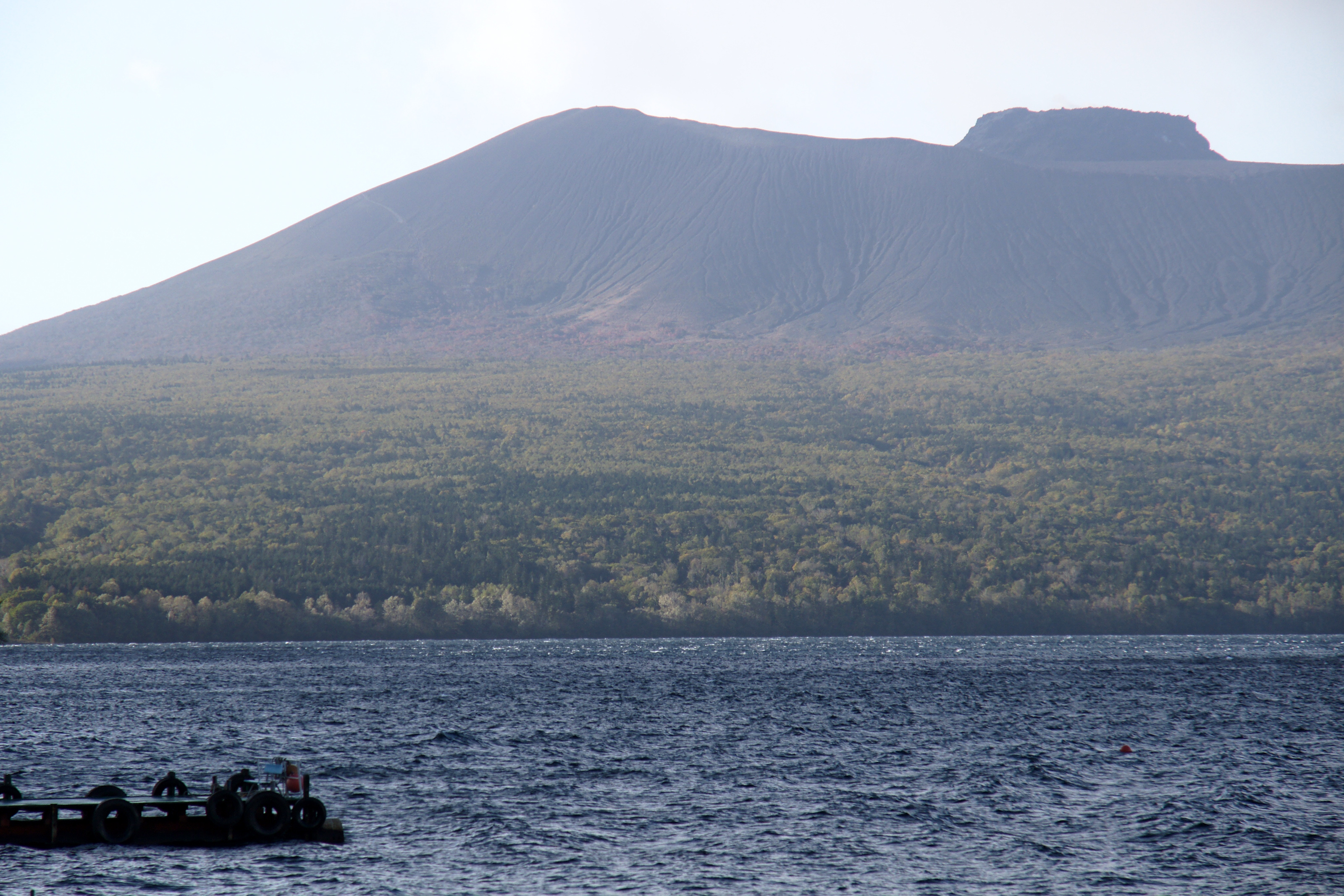
樽前山の溶岩ドーム（右・台形状の小丘）

溶岩ドームを構成する火山岩は、玄武岩から流紋岩まで変化に富むが、現在まで保たれている大抵の溶岩ドームは二酸化ケイ素（シリカ）を高い含有比で含んでいる。特徴的なドーム状の姿形は、マグマが長距離を流れるのを邪魔する非常に高い粘性のおかげである。この強い粘り気は二つの原因が有ってもたらされるものである。即ち、マグマ中の高いシリカ含有レベル、地下で溶融状態のマグマからガスが抜けること、この2つである。粘性の低い玄武岩性の、あるいは安山岩性の溶岩ドームは早く風化し、生成しても溶融状態の溶岩を地下からさらに加えることで簡単に分割してばらばらになる。それゆえ、保存された殆どの溶岩ドームはシリカ含有量が高い流紋岩かデイサイト質溶岩でできているのである。

## 溶岩円頂丘の変遷
溶岩ドームとは、動的な構造物である。成長、崩壊、凝結、そして侵食のような、長い時を超えて、それが経験するいろいろな過程によって進化するものである。
溶岩ドームは、その成長の仕方によって、内成（ないせい）ドームと外成（がいせい）ドームに分けられる。前者、つまり内成ドームは、新しく湧き上がってくるマグマを包み込むために、外側の固化した溶岩でできたドームの内側面が拡がることででき上がり、後者、つまり外成ドームは、溶岩がドームの表層部に積みあがることででき上がる。溶岩が火口から押し出されて遠くへ流れ出すのを阻まれるのは、溶岩の高い粘度のためである。それゆえ、どろどろの溶岩がドームの様な形状をつくり、野外のその場でゆっくりと冷却していくのである。ドームは成長するにつれ、その高さは数百メートルに達することがある。成長はゆっくりと、しかも着実に続けられる。生長期間は、九州・島原半島に聳える雲仙岳の平成新山を作った1990年噴火のように、数か月で収まる場合もあれば、カリブ海に浮かぶモントセラト島にあるスーフリエール・ヒルズのように、数年にわたって続く場合も、またあるときにはインドネシア・ジャワ島にあるムラピ山のように、数千年も生長期間が続く場合もある。
これらの構造体の脇は、不安定な岩屑（デブリ）で構成されている。ガス圧による途切れ途切れの積み重ねのため、まさに噴出中のドームは、何度も爆発的な噴火エピソードをよく経験する。もし、まだ内部が溶融状態にある溶岩ドームの一部が崩壊しでもしたら、噴火現象のなかでも一番致命的な火砕流が発生しうる。他の災害で溶岩ドームとかかわりのあるものは、ドーム状をした山体自体が崩壊すること、山火事、泥や雪や氷、水のそばで発生した火砕流によって引き起こされる火山泥流（土石流）がある。
溶岩ドームは世界中に位置する殆どの成層火山にある、主要な構造上の特色を形付けるものでもある。溶岩ドームには流紋岩質のシリカが豊富に含まれる溶岩で作られているため、丁度、火口に栓を嵌めたような状態になりやすい。そのため、火山の爆発的噴火を、それがない状態よりも危険なものにしてしまう。
溶岩ドームを作る噴火には、火道内の空間を充たすマグマと、それらから分離して生成されたガスのもたらす過剰な圧力が原因で起こる、浅く、長い周期の複合的な火山性微動を伴うという特徴が含まれる。
他の溶岩ドームの地学的特徴は、半球形をした形状、長期間にわたるドーム成長サイクル、突然起こる激甚な爆発的噴火があげられる。ドームが平均して成長する割合は、地下にマグマが供給される量を荒っぽく示したものとして使われることがある。しかしながら、それは溶岩ドームを作る噴火のタイミングや特徴とはシステマチックな相関を何も示さない。

## 関連する地形

### 潜在円頂丘
潜在円頂丘（潜在ドーム）とは、地下浅いところで粘性の強いマグマが蓄積することでできる構造である。潜在ドームの一例として、1980年5月のセント・ヘレンズ山の噴火でできたドームがあげられる。火山の山腹が滑り落ちることで引き起こされた大規模な地滑りの後で始まった爆発的な噴火が起こり、そのために山腹に張り出した山体直下の潜在ドームは、弾ける様に崩壊した。現在のセント・ヘレンズ山は、馬蹄形カルデラ内部に新たな溶岩円頂丘が成長している。
北海道の有珠山は、活動の度に溶岩円頂丘や潜在円頂丘を形成する。1944年（昭和19年）の活動では、東麓に溶岩円頂丘・昭和新山が生まれ、1910年（明治43年）の噴火では北麓に潜在円頂丘の明治新山（四十三山）を作り出した。有珠山周辺に点在する金毘羅山、西丸山、東丸山などの小山は、いずれも有珠山の太古の活動で生まれた潜在円頂丘である。

### 溶岩流
粘性の高い溶岩流は溶岩ドームがその成長した場所から流しだす作用を受けたものとみなせるので、流紋岩の溶岩流と溶岩ドームは似たものである。

## 溶岩円頂丘の例

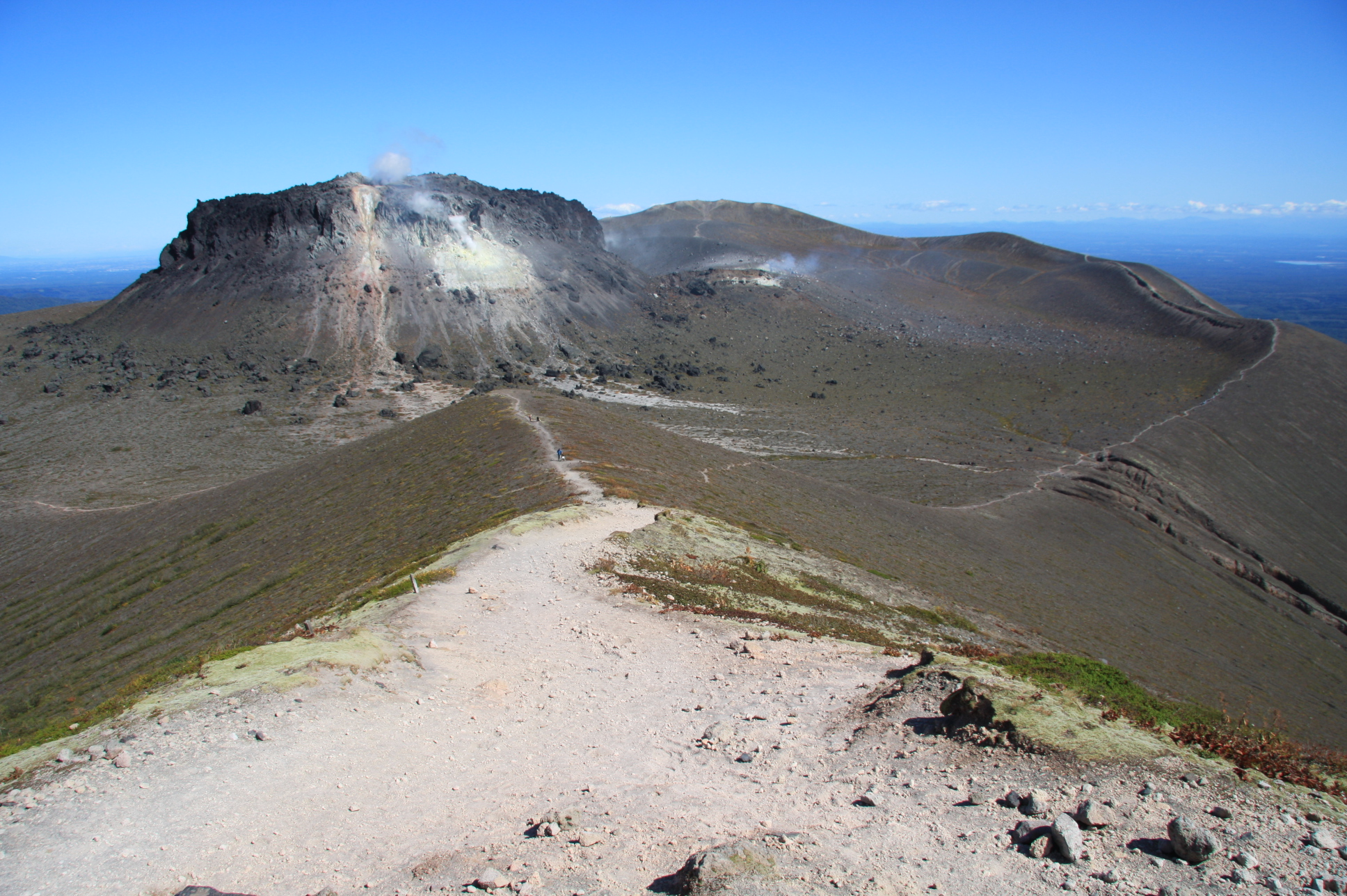
樽前山の溶岩ドーム（左）
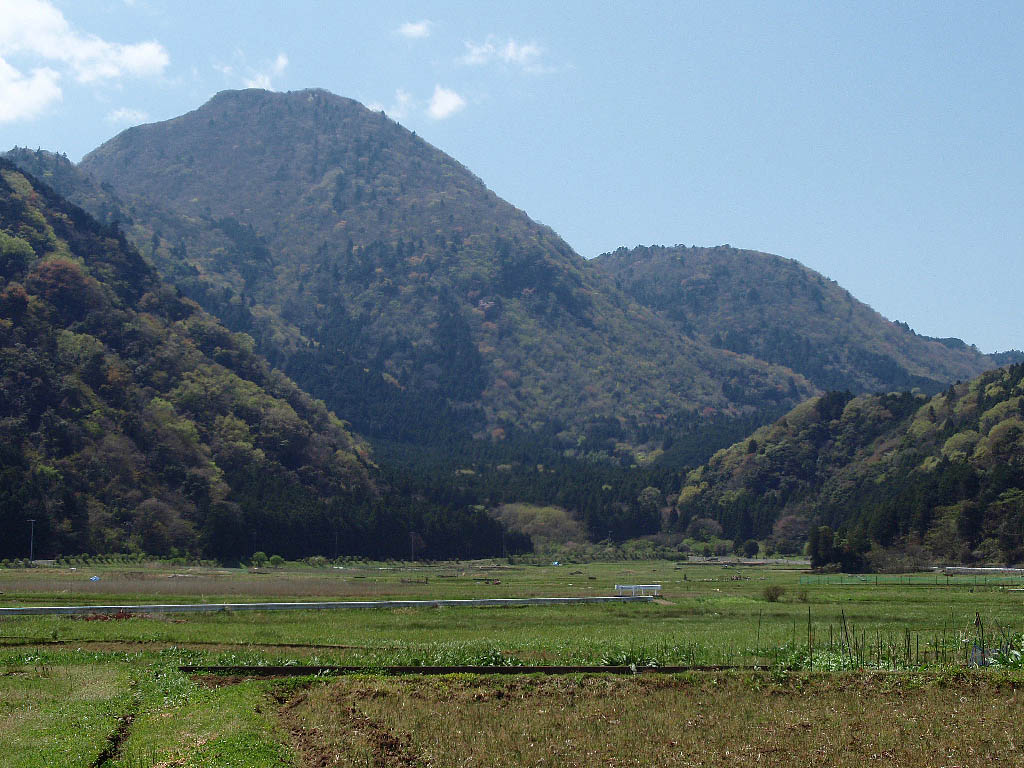
伊豆東部火山群の矢筈山溶岩ドームと孔ノ山溶岩ドーム
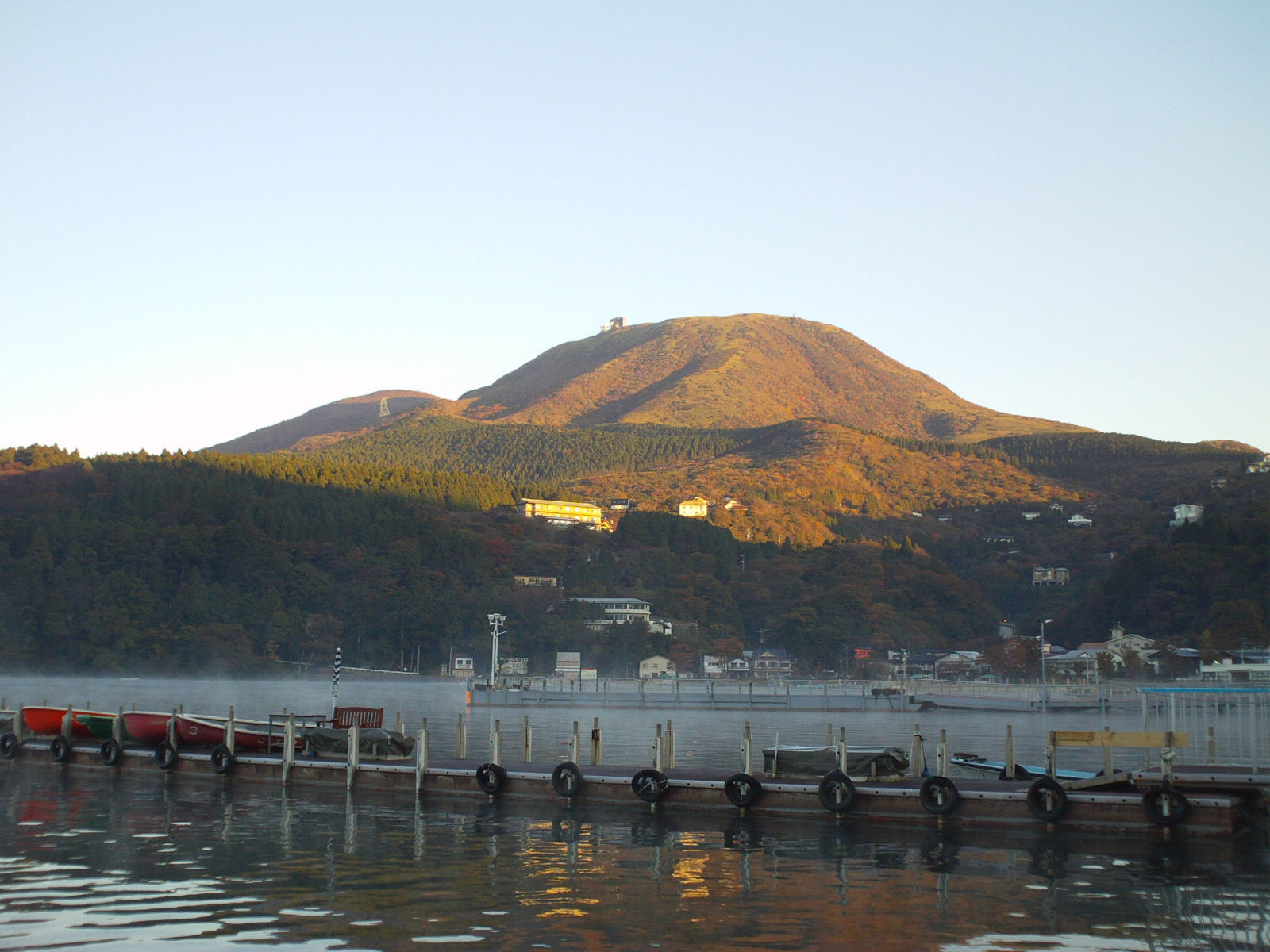
箱根山の駒ヶ岳溶岩ドーム
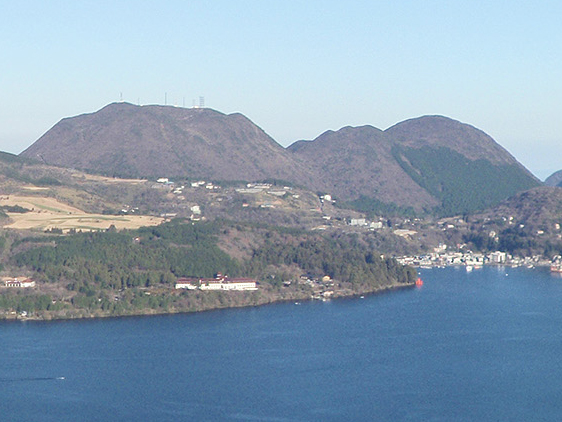
箱根山の二子山溶岩ドーム
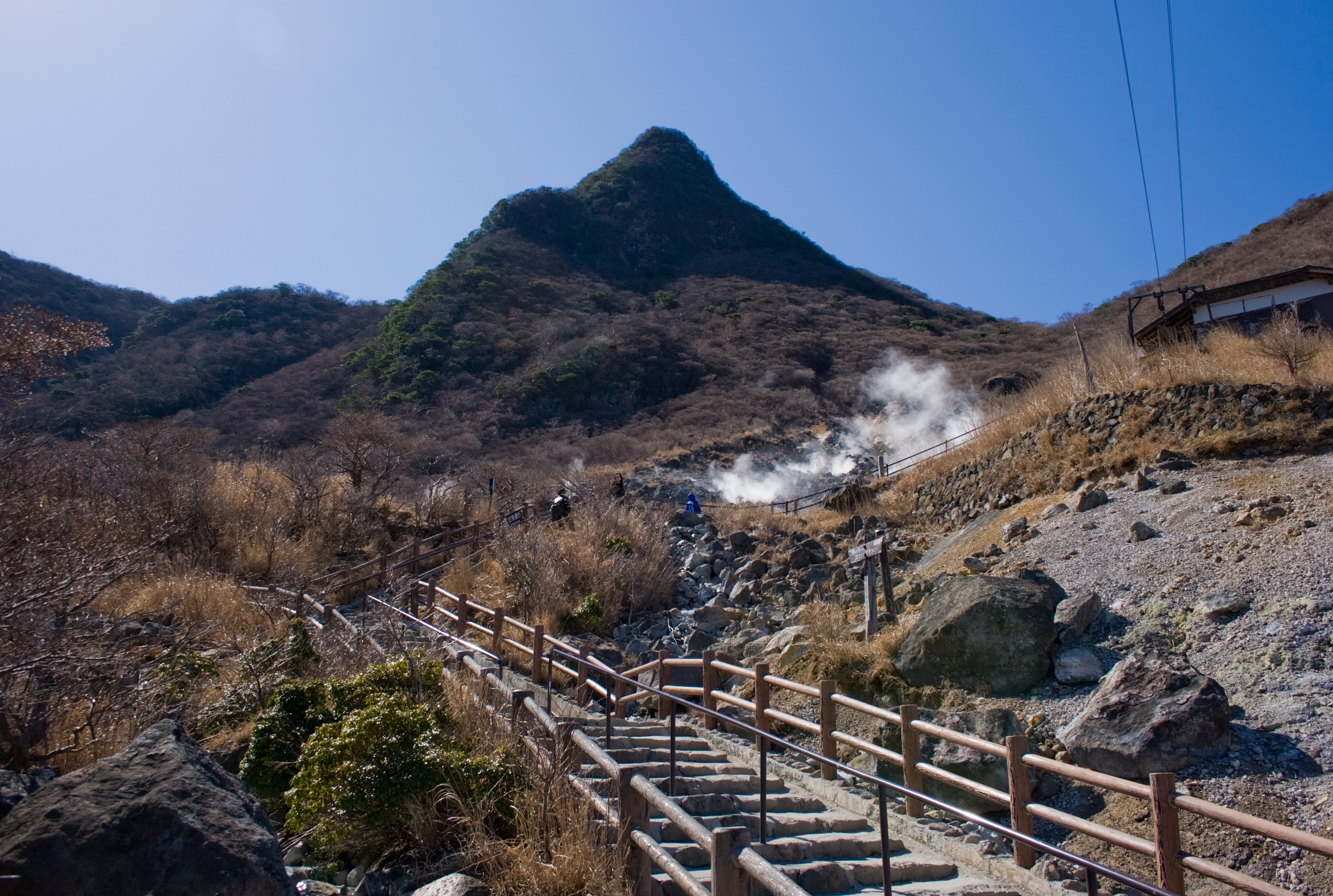
箱根山の冠ヶ岳溶岩ドーム
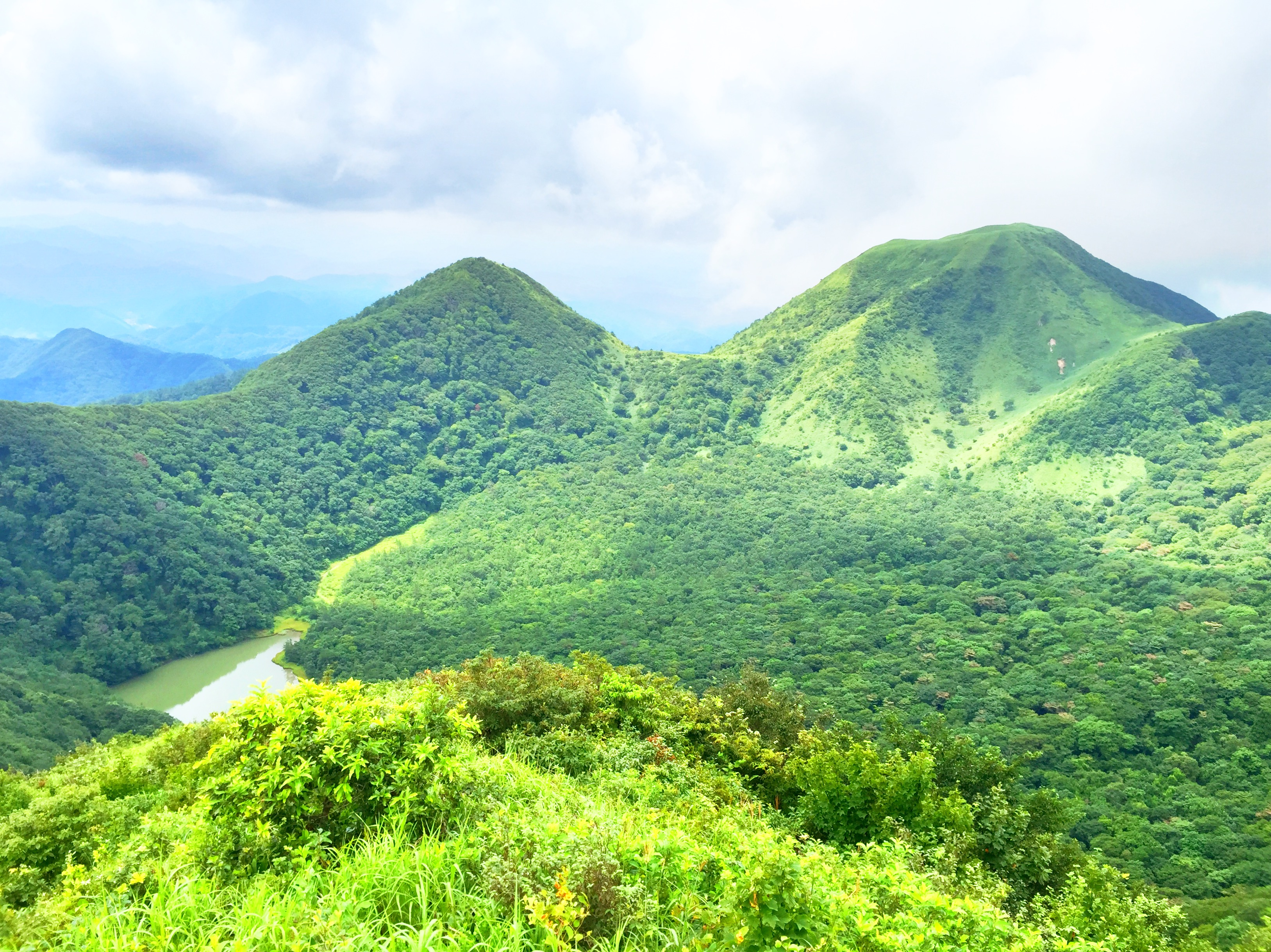
三瓶山の溶岩ドーム
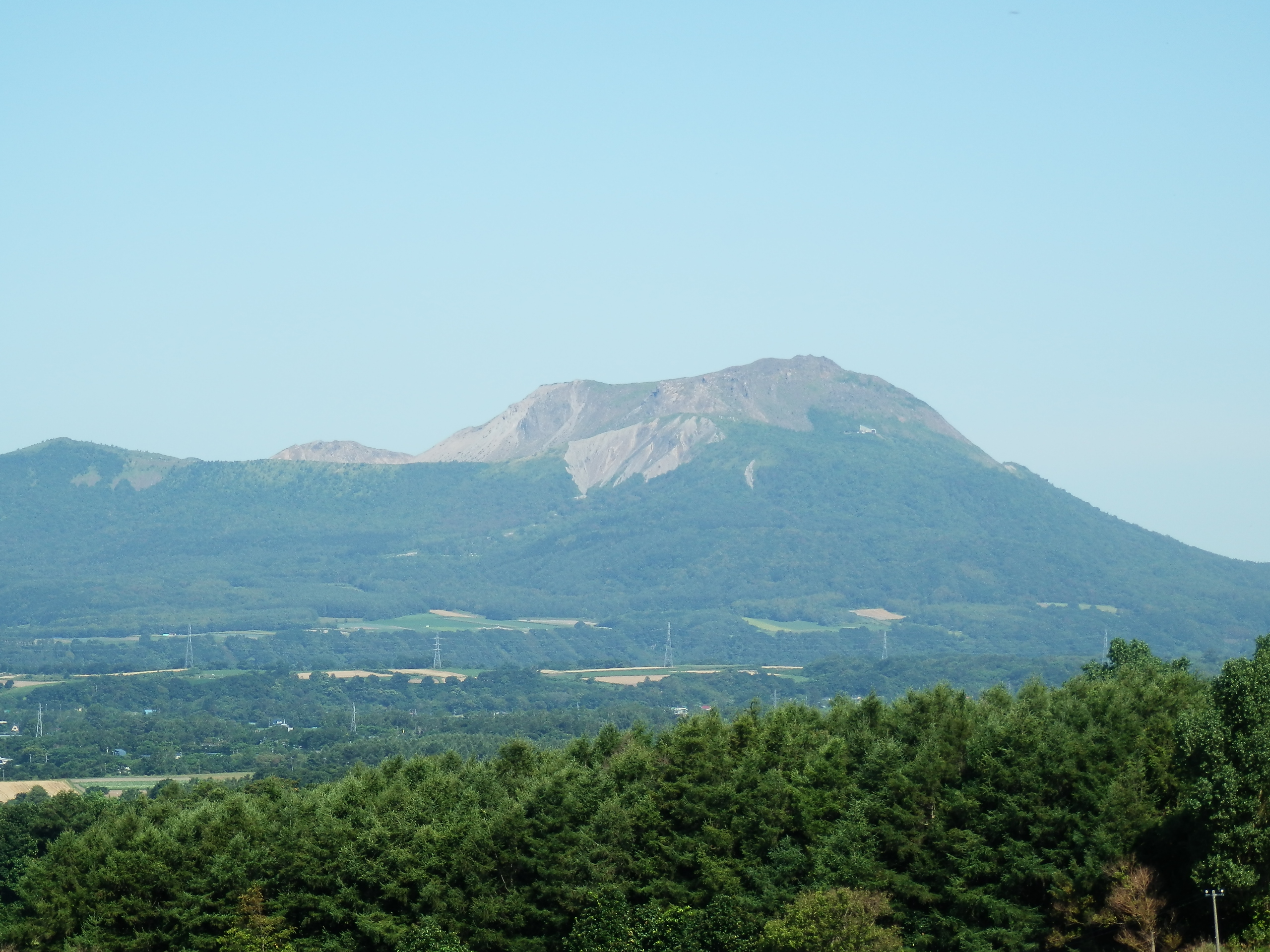
有珠山。大有珠、小有珠のピークが溶岩ドーム
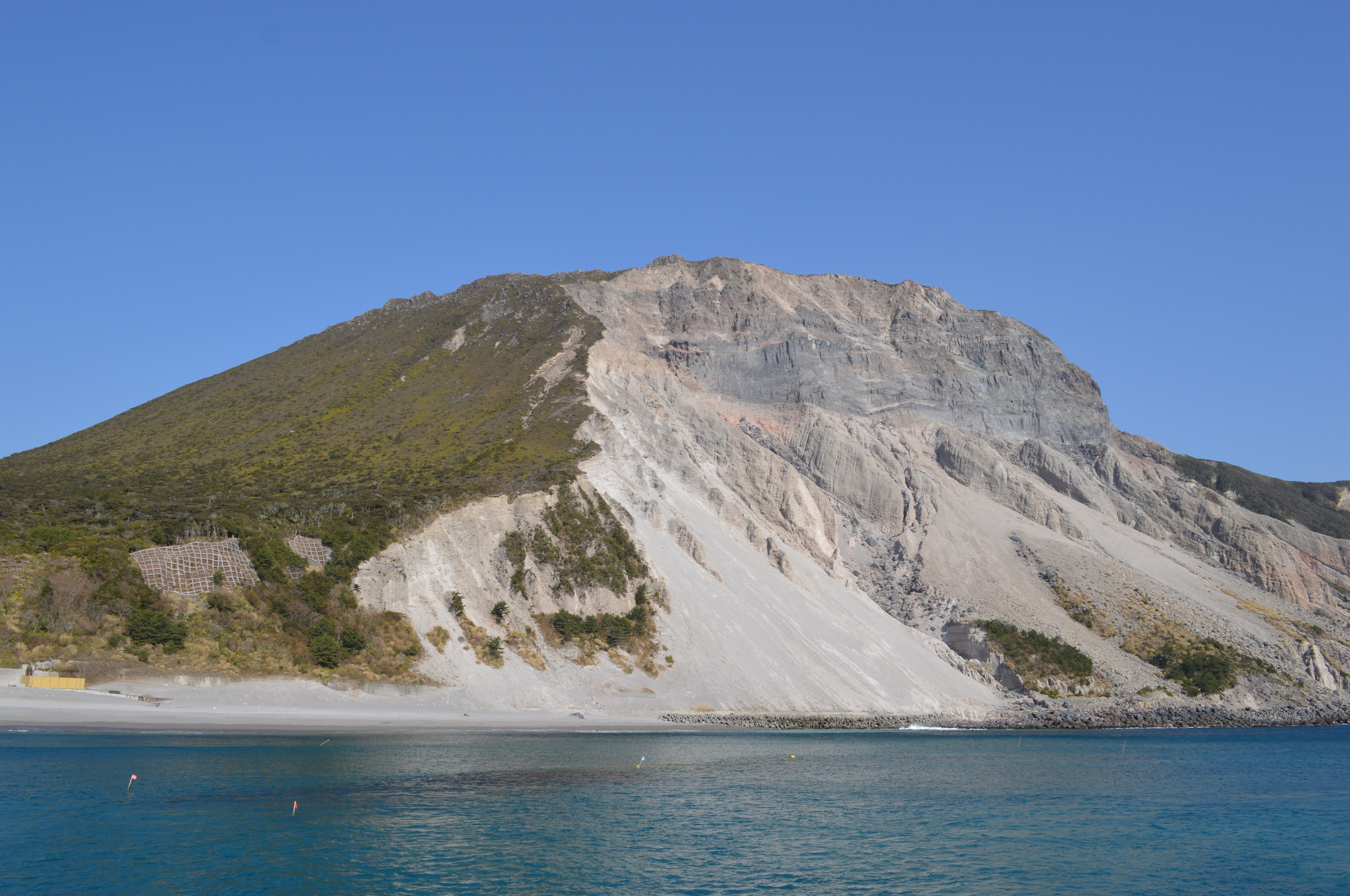
神津島の天上山溶岩ドーム
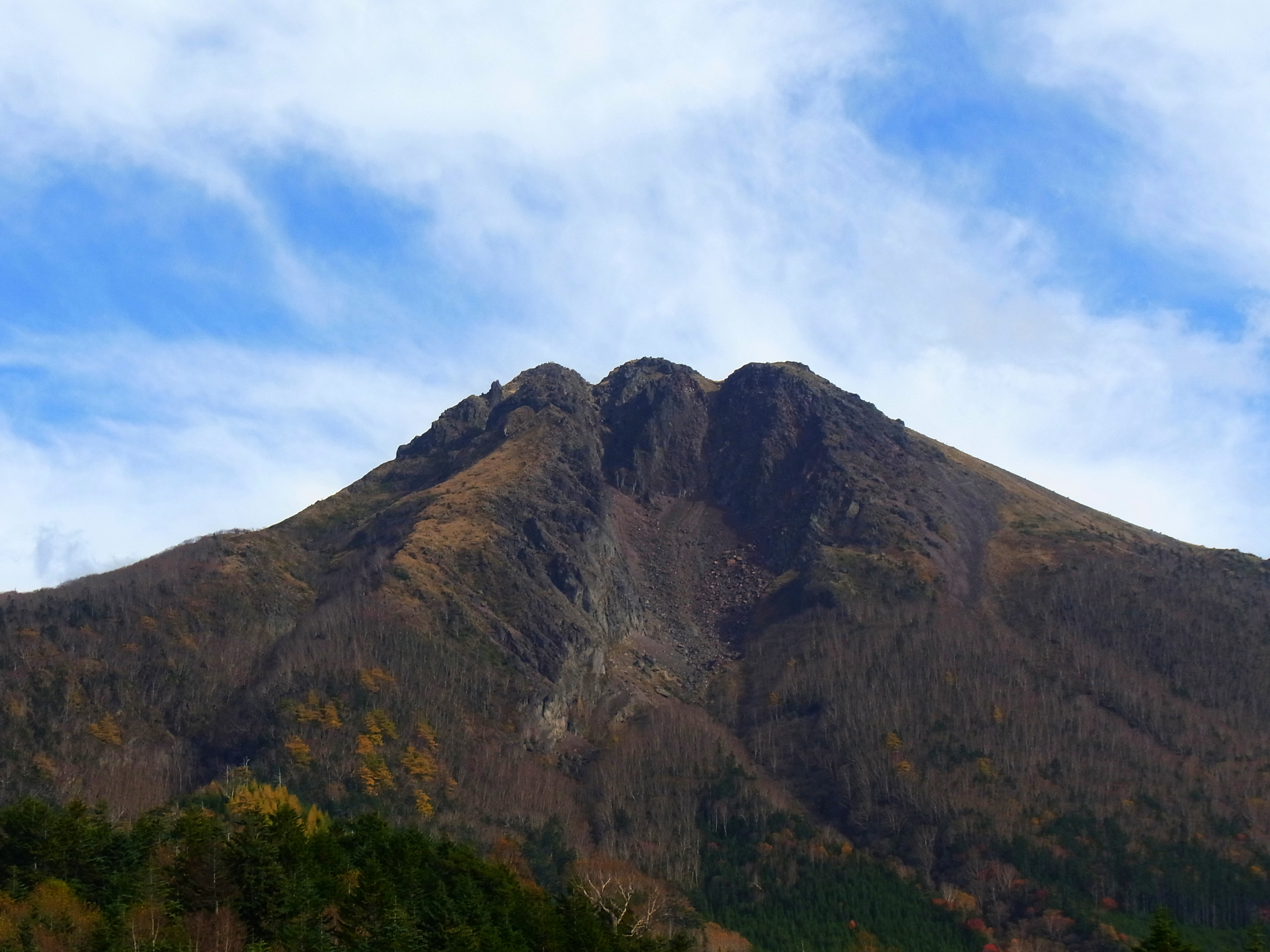
日光白根山の溶岩ドーム
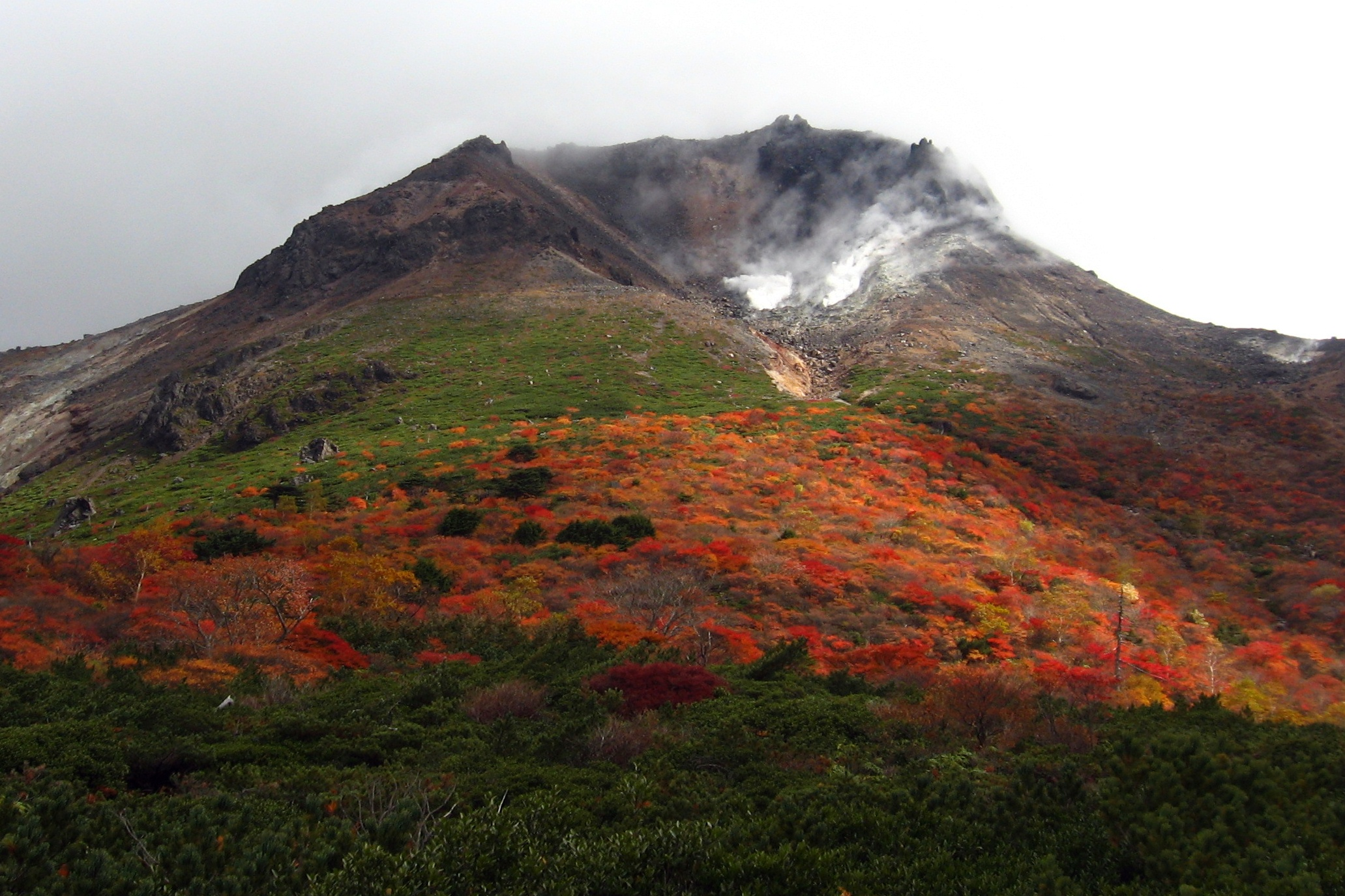
那須岳火山の茶臼岳溶岩ドーム
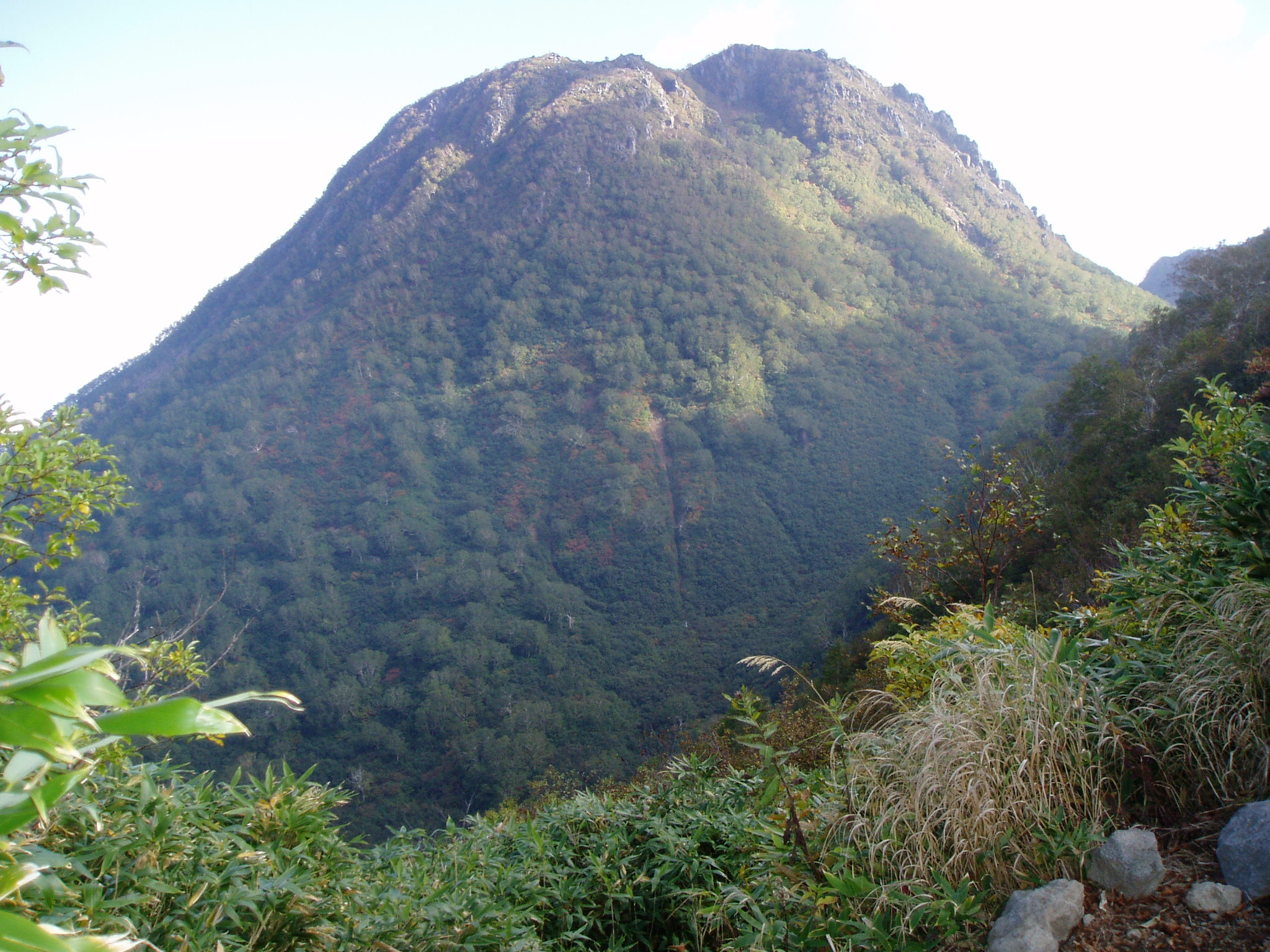
妙高山山頂部の溶岩ドーム
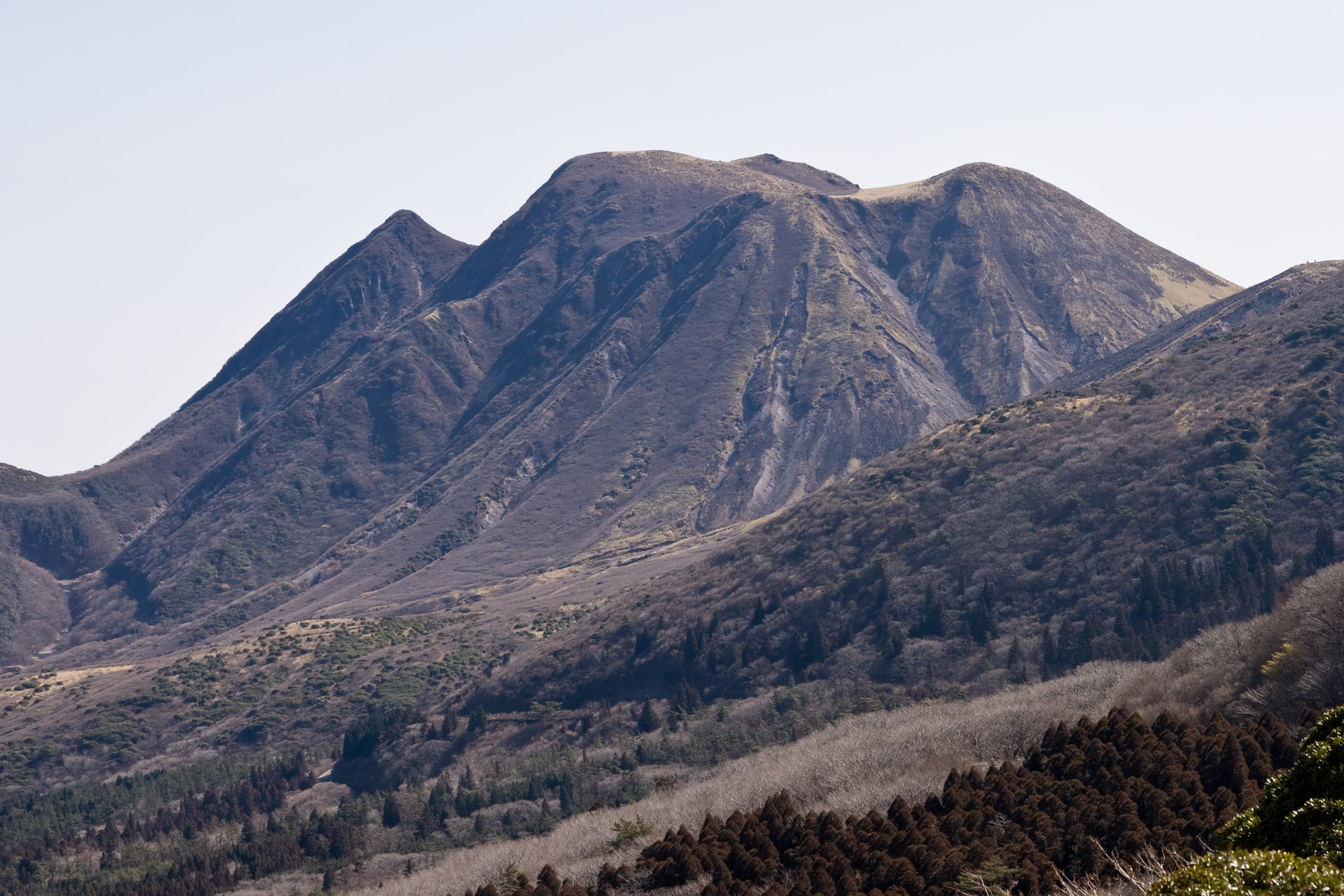
九重山の三俣山溶岩ドーム
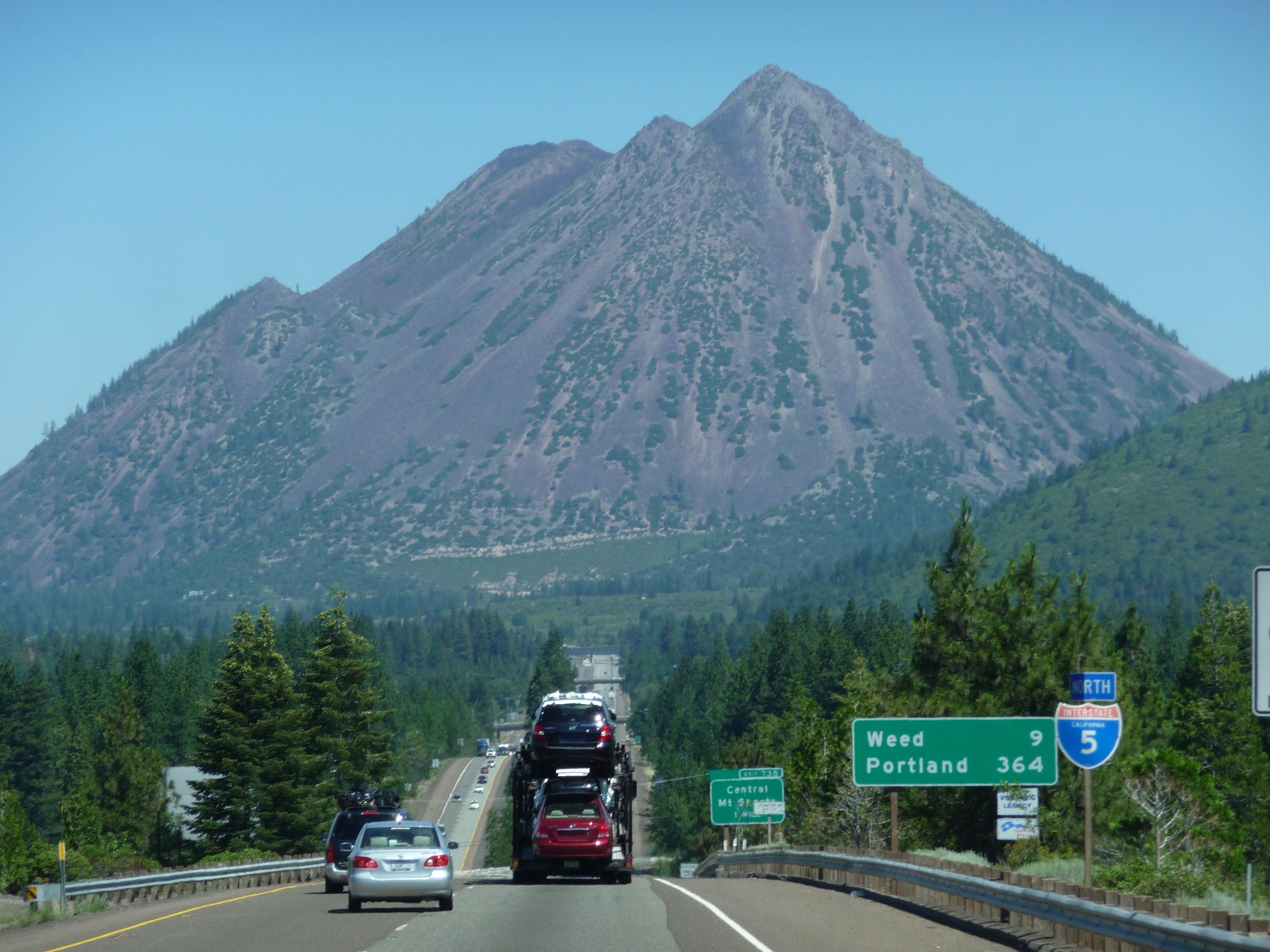
シャスタ山の側火山のブラック・ビュート溶岩ドーム
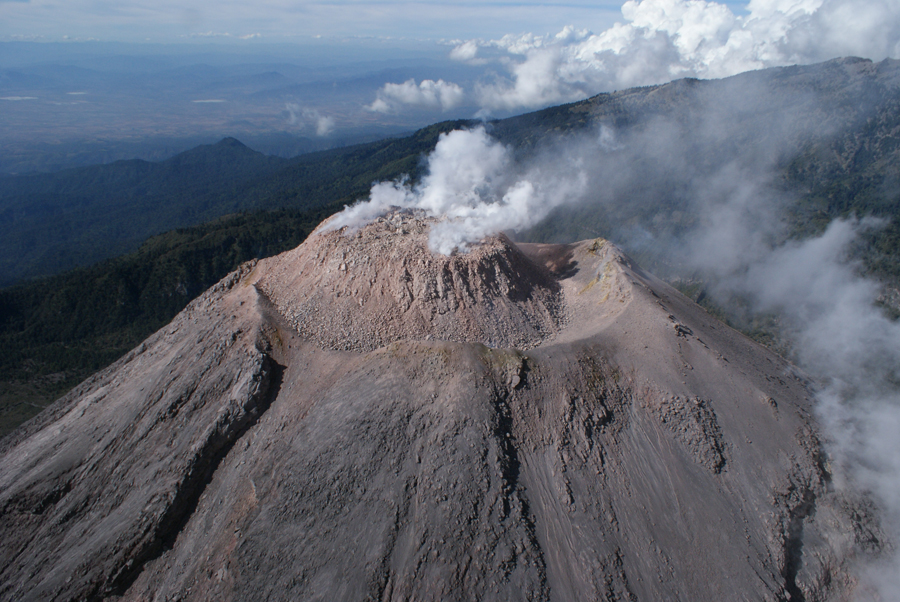
コリマ山の山頂にできた溶岩ドーム
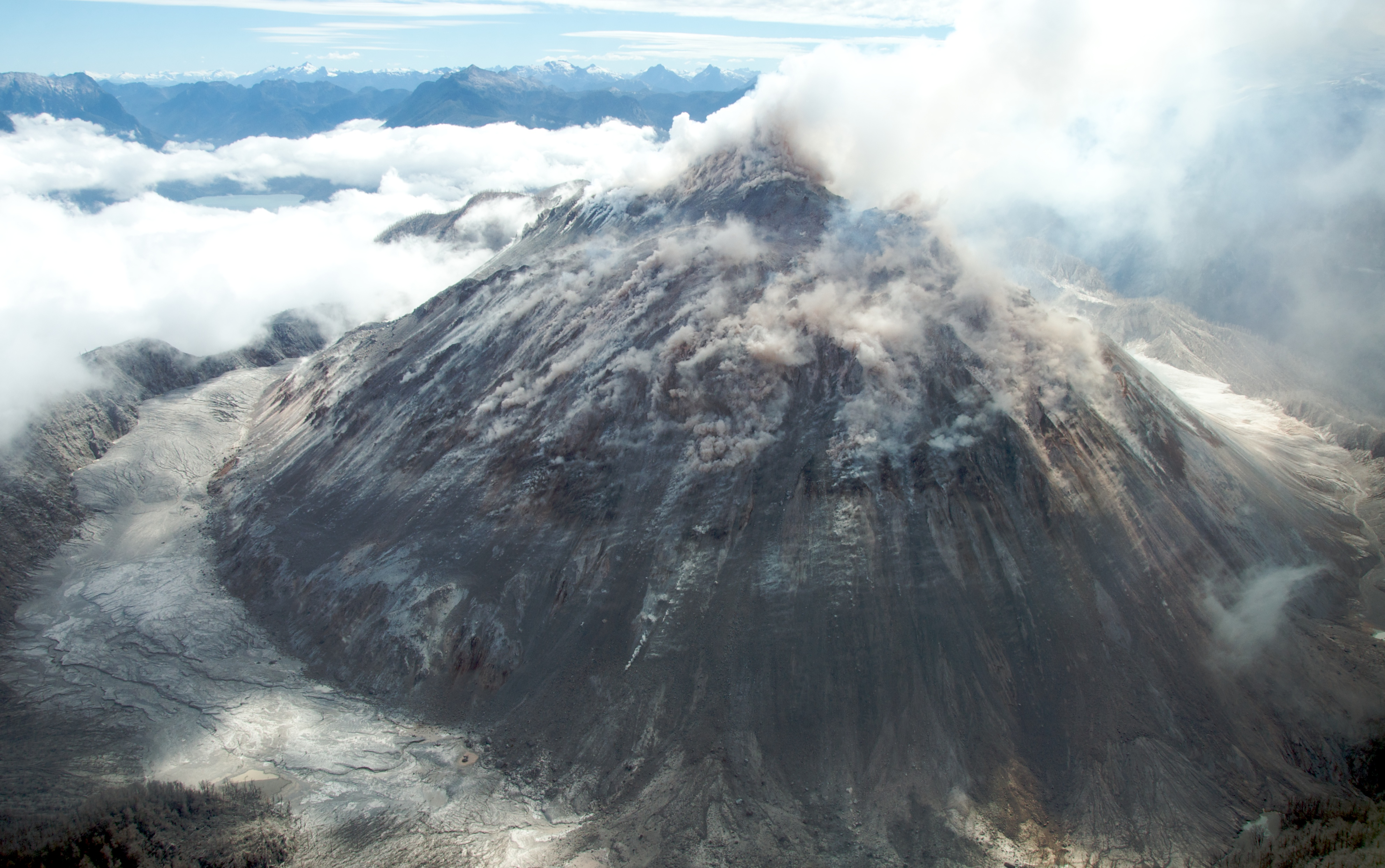
チャイテン山の溶岩ドーム
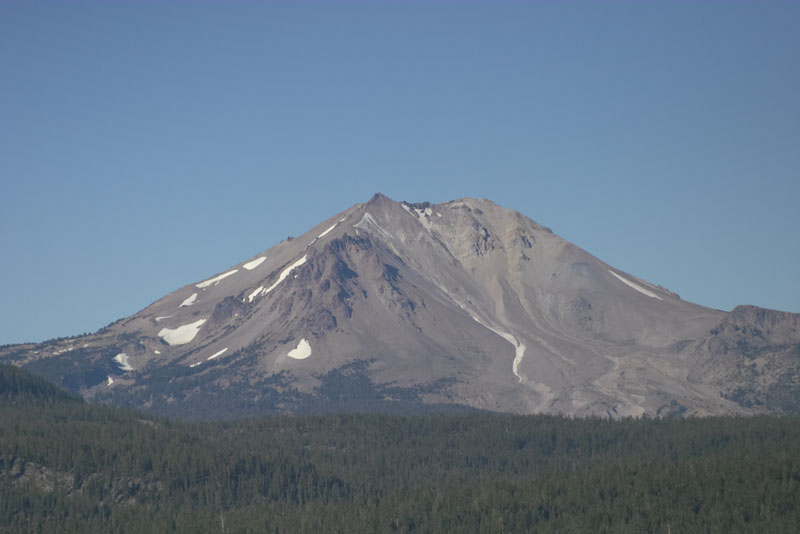
ラッセン山、地球上で最大規模の溶岩ドームの一つ